# Sierra de las Uvas
La sierra de las Uvas es un cordal montañoso del condado de Doña Ana en el estado de ¨Nuevo México.
La sierra está conformada por una serie de picos elevados y mesas al norte de la sierra del Robledo, aunque no está relacionada con esta última.

## Toponimia
Toman su nombre de un viñedo cercano en Las Uvas Springs, aunque en la sierra no se da este tipo de fruta.